# Sangkha (huyện)
Sangkha (tiếng Thái: สังขะ) là một huyện (amphoe) ở miền trung của tỉnh Surin, đông bắc Thái Lan.